# Estación de El Pinillo
El Pinillo es un apeadero ferroviario situado en la urbanización El Pinillo del municipio español de Torremolinos, en la provincia de Málaga, comunidad autónoma de Andalucía. Forma parte de la línea C-1 de Cercanías Málaga. Es una de las 5 estaciones del municipio andaluz.

## Situación ferroviaria
Se encuentra en la línea férrea de ancho ibérico Málaga-Fuengirola, pk. 17,3.
Está situada en la comarca de la Costa del Sol Occidental .

## Servicios ferroviarios

### Cercanías
Forma parte de la línea C-1 de Cercanías Málaga. Paran trenes con una frecuencia media de 20 minutos en cada sentido. El de dirección oeste para unos minutos antes que el dirección este.